# Lucy Terry
Lucy Terry (1730–11 juillet 1821), parfois créditée Lucy Terry Prince, est une esclave affranchie et écrivaine américaine. Son seul poème conservé, Bars Fight, est considéré comme le premier texte littéraire composé par un Afro-Américain.

## Biographie
Lucy Terry est enlevé en Afrique de l'Ouest alors qu'elle est enfant, elle débarque alors à Rhode Island et est achetée par Ebenezer Wells, de Deerfield. Son propriétaire la fait baptiser à cinq ans durant la vague d'évangélisation. Elle apprend également à lire et à écrire,.
En 1756, elle épouse Abijah Prince, un riche Afro-américain libre qui achète sa liberté. Ils ont un premier enfant l'année suivante, puis cinq autres. Aux alentours de 1760, la famille déménage à Guilford.
Lucy Terry est connue pour son éloquence. Son épitaphe indique notamment qu'elle a su défendre devant un tribunal les droits de sa famille face à une famille blanche. Elle fait alors un discours de trois heures très appuyé sur la loi amenant la Cour à lui donner raison.
Plus tard, quand un colonel Eli Bronson a tenté de voler la terre détenue par les Princes, le cas a finalement fait son chemin à la Cour suprême. Lucy Terry a fait valoir ses droits contre deux des principaux avocats de l’État, dont l'un est devenu plus tard juge en chef du Vermont - et elle a gagné. Samuel Chase, le juge de la Cour, a déclaré que son argument était meilleur que ce qu'il avait entendu de n'importe quel avocat du Vermont.
Elle meurt le 11 juillet 1821, à l'âge de 91 ans.

## Poésie
Lucy Terry a sans doute écrit plusieurs textes mais un seul a été conservé. Bars Fight, dont la date d'écriture est inconnue, est un poème racontant une attaque d’Indiens dans un village et décrivant le massacre. Les Indiens y sont décrits comme des « sauvages » sanguinaires. Le poème n'est pas publié du vivant de Terry, et toute trace écrite semble avoir disparu. Le poème se transmet alors de manière orale jusqu'à ce qu'il soit rédigé et publié en 1855, trente-quatre ans après le décès de son auteure.

### Adaptations
- L'auteur de bande dessinée suédois Joakim Pirinen en a réalisé une adaptation, elle est publiée en France dans l'anthologie Le Couple Mort et ses "amis" (L'Association, 2014).